# نشان نیروی فضایی ایالات متحده آمریکا
نشان نیروی فضایی ایالات متحده مهر رسمی نیروی فضایی ایالات متحده شاخه خدمات فضایی نیروهای مسلح ایالات متحده است. این نشان در ۱۵ ژانویه ۲۰۲۰ تأیید شد.